# Andrena brevicornis
Andrena brevicornis är en biart som beskrevs av Bouseman och Laberge 1979. Andrena brevicornis ingår i släktet sandbin, och familjen grävbin. Inga underarter finns listade i Catalogue of Life.